# Turcomanni iracheni
I Turcomanni iracheni (in turco: Irak Türkmenleri, in arabo تركمان العراق‎?) sono un gruppo etnico turco residente nelle regioni dell'Iraq centro-settentrionale. Essi formano il terzo gruppo etnico per numero in Iraq, dopo arabi e curdi.
L'insieme delle zone a maggioranza turcomanna sono note con l'espressione "Turkmeneli".
I turcomanni iracheni sono i discendenti dei vari flussi migratori di genti turche che hanno interessato la Mesopotamia a partire dal VII secolo fino all'anno 1919 con la fine del periodo ottomano.
Oggi i turcomanni iracheni costituiscono il terzo gruppo etnico più numeroso in Iraq, dopo gli arabi e i curdi. Secondo il ministero della pianificazione iracheno, nel 2013 la popolazione turca irachena era di 3 milioni rispetto ai 34,7 milioni di abitanti dell'Iraq. Questa minoranza risiede principalmente nell'Iraq settentrionale e centrale e condivide stretti legami culturali e linguistici con la Turchia, in particolare con la regione dell'Anatolia.

## Etnonimi

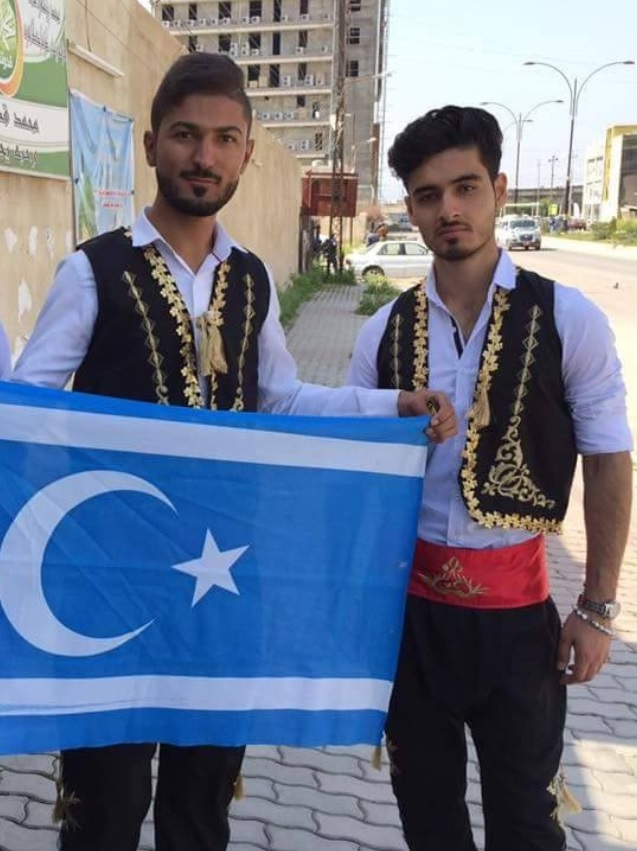
Danzatori tradizionali turcomanni irakeni.

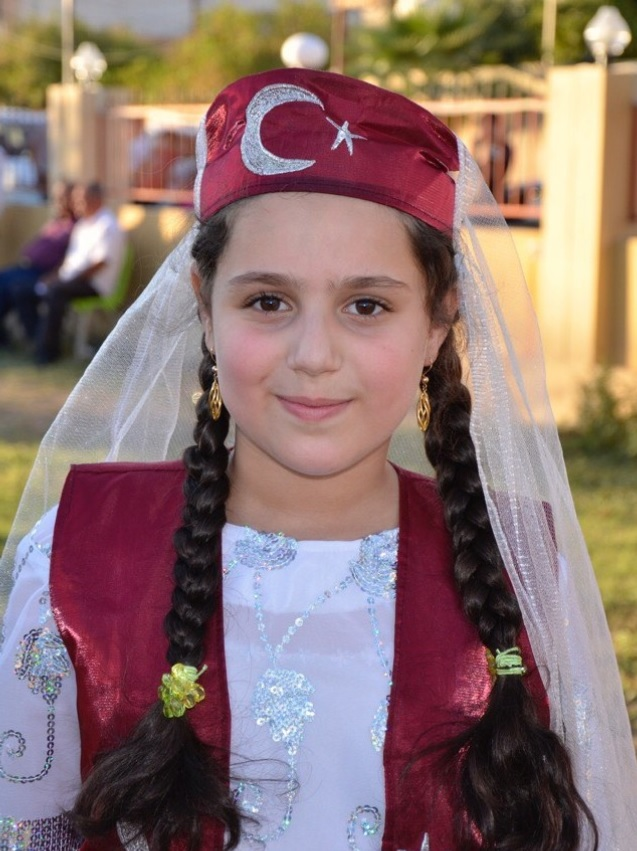
Ragazza turcomanna irakena in costume turco tradizionale.

Prima della metà del XX secolo i turcomanni in Iraq erano noti semplicemente come "turchi". Tuttavia, dopo il colpo di stato militare del 14 luglio 1958, la giunta militare al potere introdusse l'espressione "turcomanno". Secondo il professor Suphi Saatçi:
 Ciononostante, la denominazione imposta ai turchi iracheni non fu contrastata, poiché la parola "turcomanno" storicamente designava i turchi Oghuz che avevano accettato l'Islam ed erano migrati verso il Medio Oriente dall'Asia centrale. "
I termini "turkmeno", "turkmano" e "turcomanno" sono usati in Medio Oriente da secoli (in particolare in Iraq, Siria e Turchia) per definire i legami genealogici e linguistici comuni dei turchi Oghuz in queste regioni. Pertanto, i turcomanni iracheni (così come i turcomanni siriani e anatolici) non si identificano con il popolo turkmeno del Turkmenistan. Piuttosto, il termine "turcomanno" in Medio Oriente è spesso usato per designare i parlanti il turco, in particolare nelle regioni di lingua araba, o dove i turchi sunniti vivono nelle aree dominate dagli sciiti.

### In letteratura
Il professor Orit Bashkin ha osservato che all'interno della letteratura turcomanna irachena, i poeti sono riusciti a "rimanere fedeli all'Iraq come stato" mentre hanno anche "contemporaneamente sostenuto la loro specificità turca":

## Storia

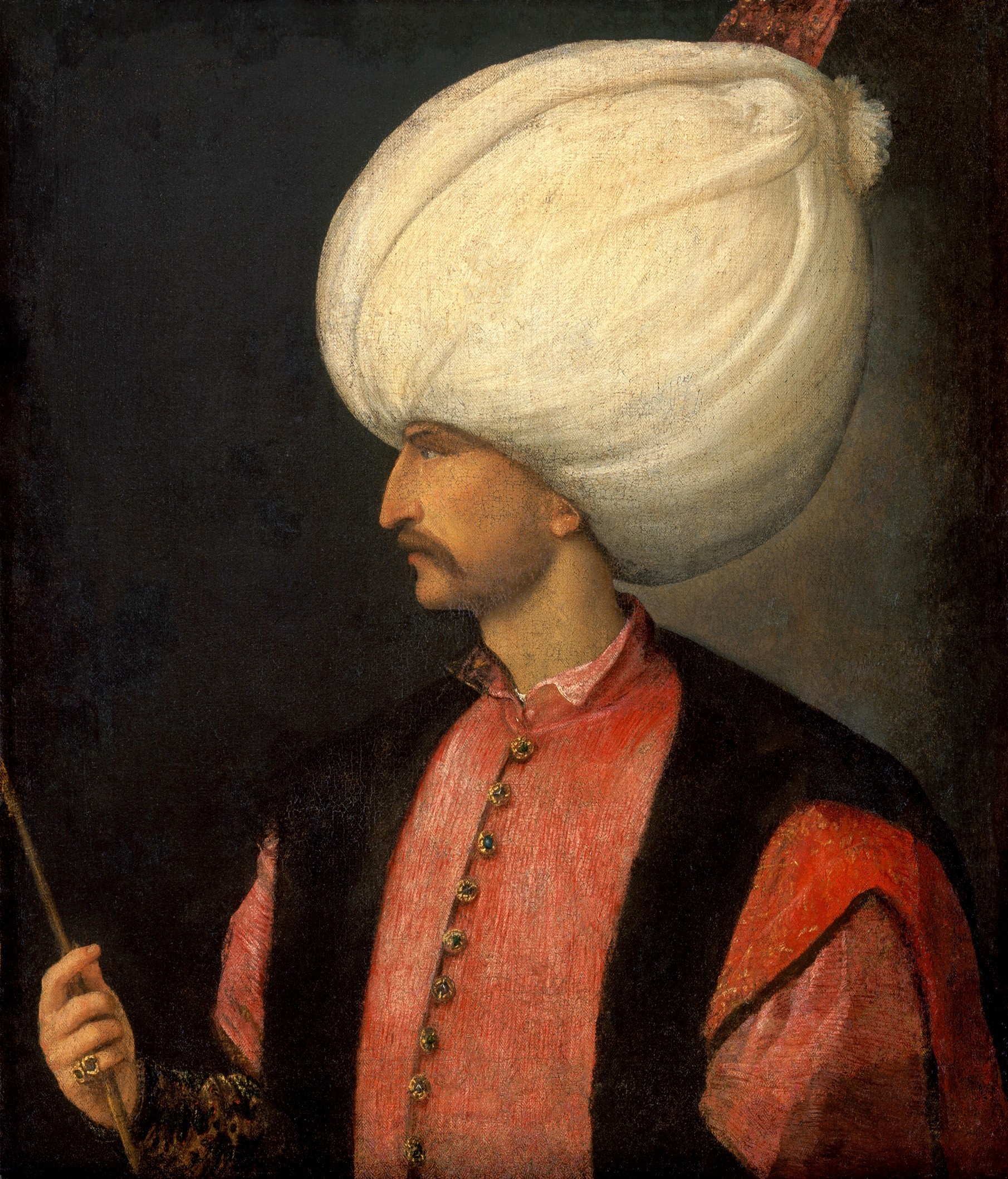
Solimano il Magnifico, sultano dell'Impero ottomano dal 1520.

I turcomanni iracheni sono i discendenti di vari flussi migratori di genti turche che hanno interessato la Mesopotamia a partire dal VII secolo fino all'anno 1919 con la fine del periodo ottomano. Le prime migrazioni sono attestate all'VII secolo, seguite da insediamenti risalenti al periodo selgiuchide (1037-1194), poi dai turchi Oghuz in fuga durante la distruzione mongola dell'Impero corasmio (vedi Kara Koyunlu e Ak Koyunlu). La più grande migrazione però, si ha durante il periodo ottomano (1535-1919). 
Con la conquista dell'Iraq da parte di Solimano il Magnifico nel 1534, seguita dalla conquista di Baghdad da parte del sultano Murad IV nel 1638, un grande afflusso di popolazioni turche, provenienti prevalentemente dall'Anatolia, si stabilì in Iraq. 
Una parte degli attuali turcomanni iracheni sono discendenti dei soldati ottomani, dei commercianti e dei funzionari che si sono trasferiti in Iraq durante il dominio dell'Impero ottomano.

### Migrazione sotto il dominio arabo
La presenza dei popoli turchi in quello che è oggi l'Iraq iniziò nel VII secolo quando circa 2.000–5,000 turchi Oghuz furono reclutati negli eserciti musulmani di Ubayd Allah ibn Ziyad. Arrivarono nel 674 con la conquista di Bassora da parte degli Omayyadi. Altre truppe turche si insediarono nell'ottavo secolo, da Bukhara a Bassora e anche a Baghdad. Durante la successiva era degli Abbasidi, migliaia di guerrieri turcomanni furono portati in Iraq; tuttavia, il numero dei turcomanni che si erano stabiliti in Iraq non era significativo, di conseguenza, la prima ondata di turcomanni venne assimilata dalla popolazione araba locale.

### Migrazione durante il periodo selgiuchide
La seconda fase della migrazione dei turchi verso l'attuale Iraq si ha durante il periodo selgiuchide. La migrazione su vasta scala dei turcomanni in Iraq avvenne nel 1055 con l'invasione del sultano Toghrul Beg, il secondo sovrano della dinastia selgiuchide, che intendeva riparare la strada sacra verso La Mecca. Durante i successivi 150 anni, i turchi selgiuchidi stanziarono grandi comunità turche lungo le rotte più importanti dell'Iraq settentrionale, in particolare a Tel Afar, Erbil, Kirkuk e Mandali, nella regione che ora è identificata dalla comunità moderna come Turkmeneli.
Molti di questi coloni assunsero posizioni di responsabilità militari e amministrative nell'Impero selgiuchide.

### Migrazione ottomana

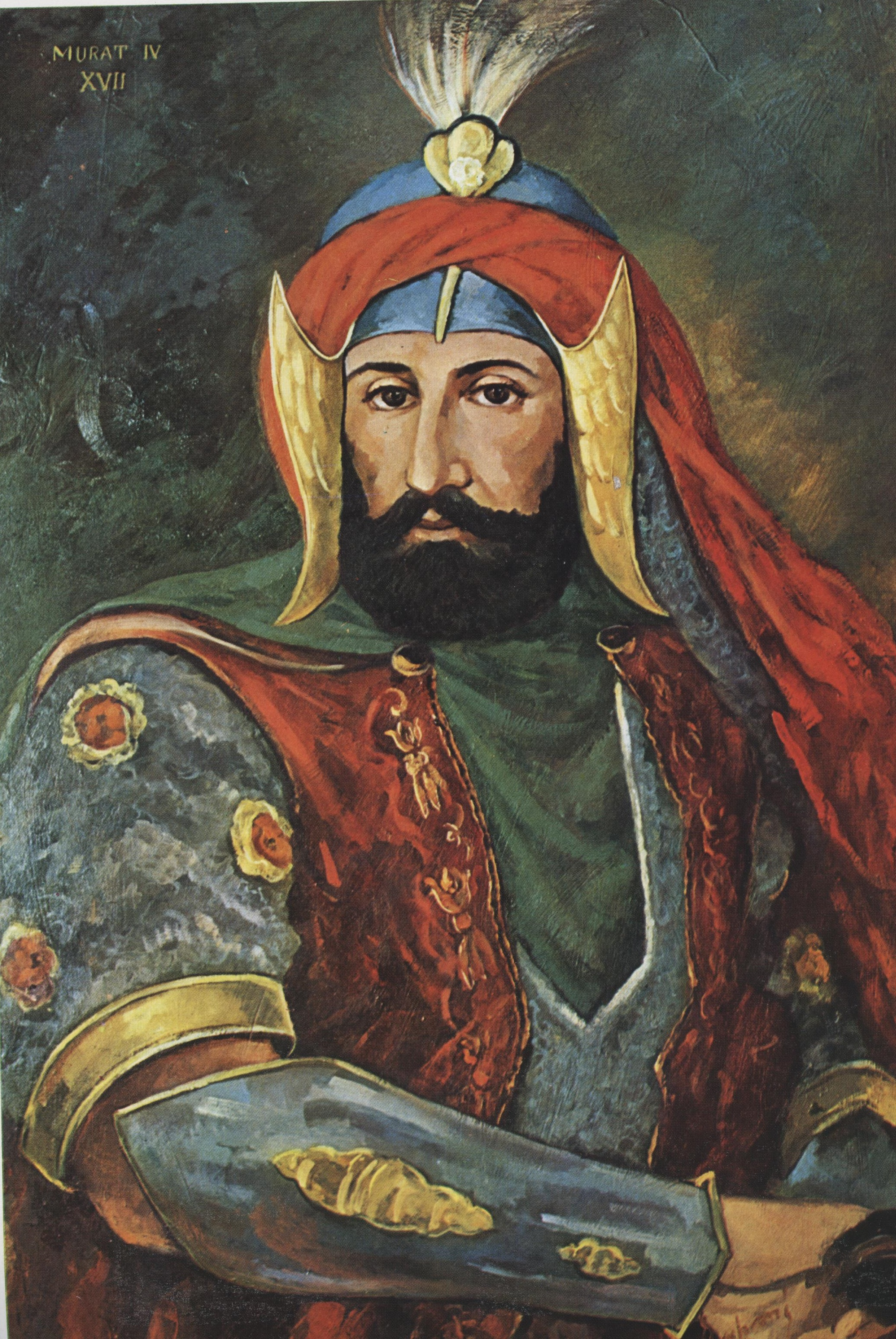
Un grande afflusso di turchi continuò a manifestarsi in Iraq quando Murad IV riconquistò Baghdad nel 1638.

La terza e più grande ondata di migrazione turca in Iraq avvenne durante i quattro secoli di dominio ottomano (1535-1919). Entro la prima metà del sedicesimo secolo gli Ottomani avevano iniziato la loro espansione in Iraq, conducendo guerre contro i loro rivali, i Safavidi. Nel 1534, sotto il regno di Solimano il Magnifico, Mosul era sufficientemente sicura all'interno dell'impero ottomano e divenne la principale provincia (eyalet) responsabile di tutti gli altri distretti amministrativi della regione. Gli Ottomani incoraggiarono la migrazione dall'Anatolia e l'insediamento di immigrati turcomanni lungo il nord dell'Iraq, e studiosi religiosi furono anche introdotti per predicare l'Islam hanafita (sunnita). tramite i turchi fedeli che abitavano nella zona, gli Ottomani riuscirono a mantenere un percorso sicuro attraverso le province meridionali della Mesopotamia. Dopo la conquista, Kirkuk fu saldamente sotto il controllo turco e fu chiamato "Gökyurt", È per questo periodo storico che i moderni turcomanni iracheni rivendicano l'associazione con l'Anatolia e lo stato turco.

Il Vilayet di Mossul.

Con la conquista dell'Iraq da parte di Solimano il Magnifico nel 1534, seguita dalla cattura di Baghdad da parte del sultano Murad IV nel 1638, un grande numero di turchi si stabilì nella regione. Dopo aver sconfitto i Safavidi il 31 dicembre 1534, Solimano entrò a Baghdad e si accinse a ricostruire l'infrastruttura fisica nella provincia, ordinando la costruzione di una diga a Karbala e importanti progetti idrici all'interno e attorno alla campagna della città.
Una volta nominato il nuovo governatore, la città doveva ospitare 1.000 fanti e altri 1.000 cavalieri.
Tuttavia, dopo 89 anni di pace scoppiò la guerra e la città fu assediata e finalmente conquistata da ʿAbbās il Grande nel 1624. I Safavidi governarono la città fino al 1638 quando una massiccia forza ottomana, guidata dal sultano Murad IV, riconquistò la città.
Nel 1639 fu firmato il Trattato di Zuhab che diede agli Ottomani il controllo sull'Iraq e pose fine al conflitto militare tra i due imperi.
Così, ancora più turchi arrivarono con l'esercito del sultano Murad IV nel 1638 in seguito alla cattura di Baghdad, mentre altri arrivarono anche più tardi con altre importanti personalità ottomane.

### Era post ottomana

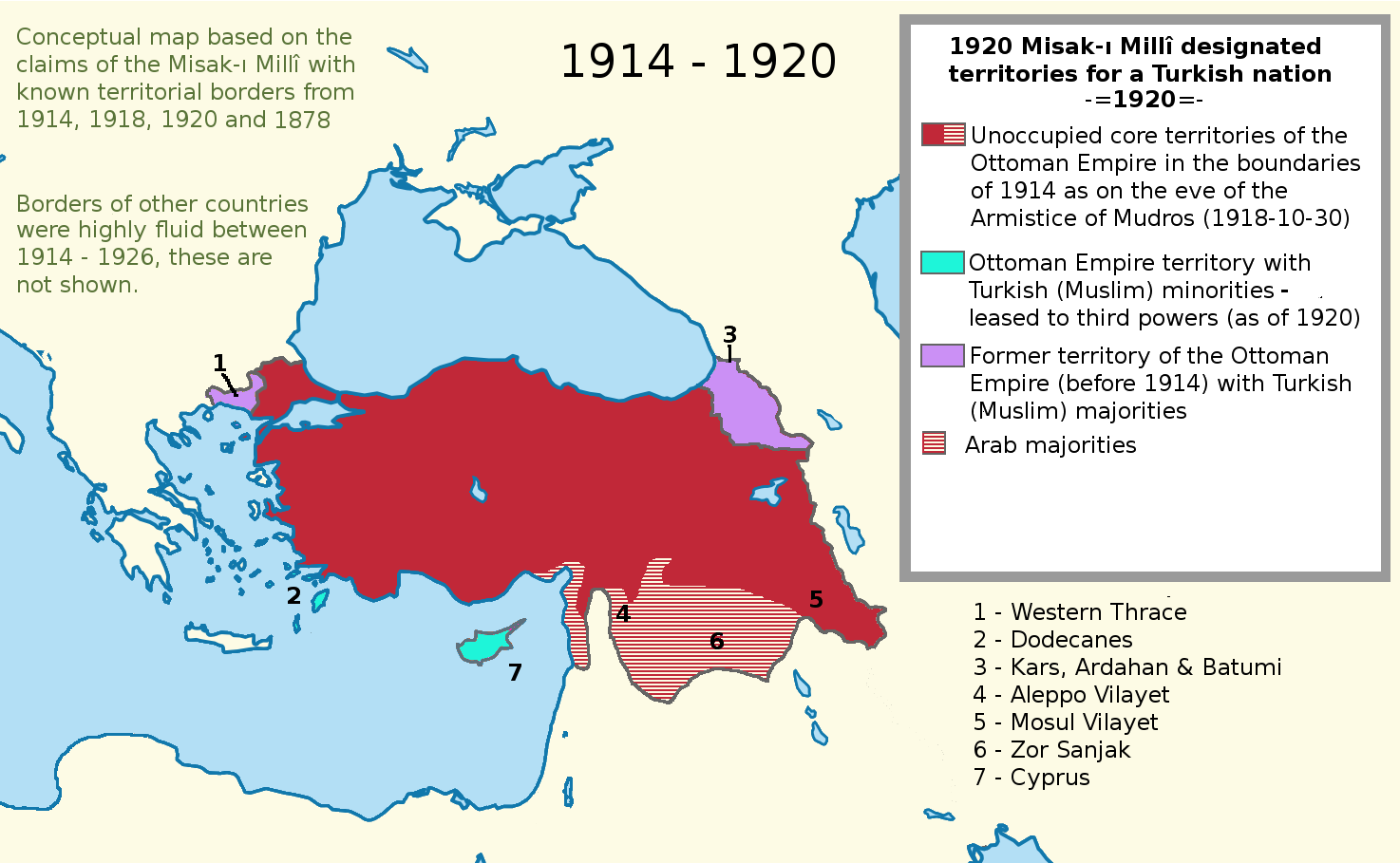
Il Misak-ı Millî ("giuramento nazionale") cercò di includere il Vilayet di Mossul nelle proposte per i nuovi confini di una nazione turca nel 1920.

In seguito all'istituzione della Repubblica di Turchia nel 1923, i turcomanni iracheni vollero che la Turchia annettesse il Vilayet di Mossul e che diventassero parte di uno Stato più grande, perché, sotto la monarchia ottomana, i turcomanni iracheni godevano di un'esistenza relativamente senza problemi in quanto classi amministrative e commerciali. Tuttavia, a causa della fine della monarchia ottomana, i turcomanni iracheni parteciparono alle elezioni per l'Assemblea costituente; lo scopo di queste elezioni era formalizzare il trattato del 1922 con i britannici e ottenere il sostegno per la stesura di una costituzione e il superamento della legge elettorale del 1923. I turcomanni iracheni resero la loro partecipazione al processo elettorale subordinata alla conservazione del carattere turco nell'amministrazione di Kirkuk e al riconoscimento del lingua turca come lingua ufficiale del liwa. Sebbene fossero riconosciuti come entità costitutiva dell'Iraq, insieme agli arabi e ai curdi, nella costituzione del 1925, ai turcomanni iracheni fu in seguito negato questo status.
Dopo la fine dell'impero ottomano, i turcomanni iracheni si sono trovati sempre più discriminati dalle politiche dei regimi successivi, come dimostrano i massacri di Kirkuk del 1923, 1947, 1959 e nel 1979 quando il partito Ba'th discriminò la comunità. Sebbene fossero riconosciuti come entità costitutiva dell'Iraq (insieme agli arabi e ai curdi) nella costituzione del 1925, ai turcomanni iracheni fu in seguito negato questo status.

## Cultura
I turcomanni iracheni sono per lo più di religione musulmana e hanno stretti legami culturali e linguistici con la regione turca dell'Anatolia.

### Lingua

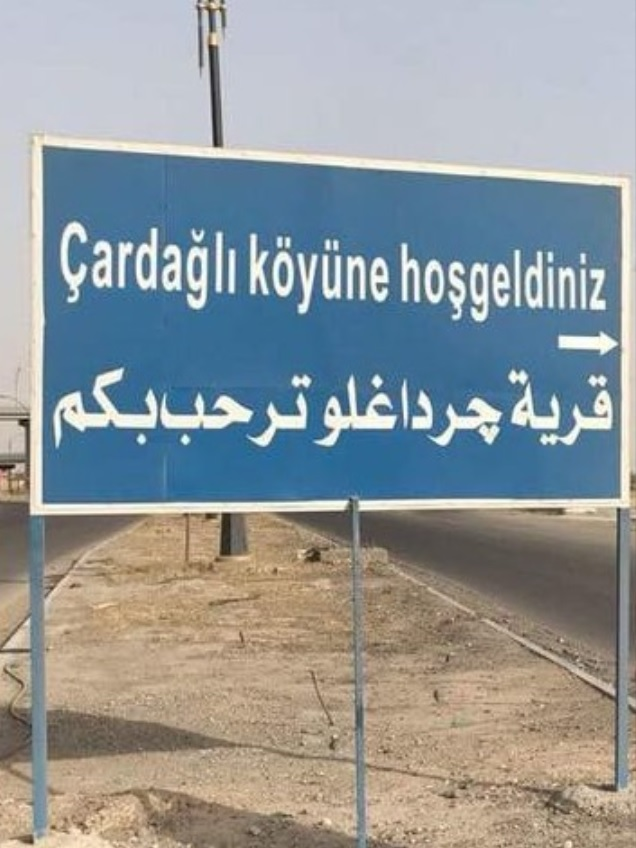
Segnale Bilingue (Arabo e Turco) di un villaggio Turcomanno.

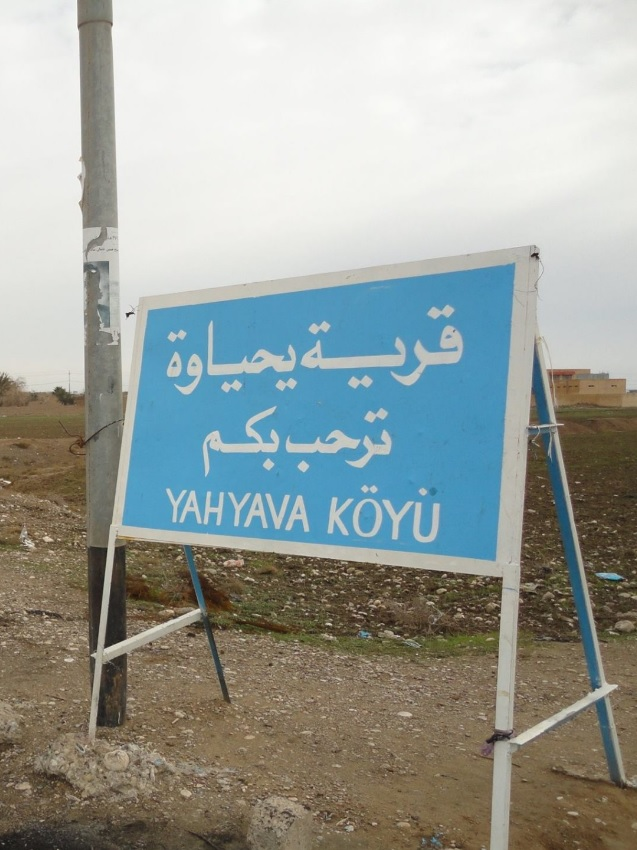
Segnale Bilingue (Arabo e Turco) di un villaggio Turcomanno.

I dialetti parlati dai turcomanni sono collettivamente riconosciuti come una lingua minoritaria chiamata "turcomanno" nella costituzione irachena del 2005, precedentemente riconosciuti come "turco" nel 1930, e poi di nuovo in 1932. Storicamente, i turchi iracheni si riferivano alla loro lingua come "turki"; tuttavia, nel 1959, la giunta militare introdusse i nomi "Turkman" e "Turkmanja", che sono stati ampiamente accettati. La lingua scritta dei turcomanni iracheni si basa sull'alfabeto turco moderno, mentre la lingua parlata mostra un'influenza supplementare dall'arabo e dal curdo.
Turco e persiano come lingue di prestigio hanno avuto una profonda influenza sui dialetti parlati dai turcomanni, pertanto, il turco-iracheno mostra tracce sia turche ottomane che azere. La diglossia fra i dialetti turcomanni ed il turco standard è diventata un fenomeno diffuso a causa della crescente influenza della cultura turca e delle scuole private turche.
Oltre alla loro lingua madre, i turcomanni iracheni sono spesso bilingui o trilingui. L'arabo è acquisito attraverso i mass media e l'educazione statale a scuola, mentre il curdo è acquisito nei loro quartieri e nei matrimoni misti. Nel 1997 il Congresso iracheno turcomanno adottò una Dichiarazione di Principi; l'articolo tre afferma che "la lingua scritta ufficiale dei turcomanni è il turco di Istanbul, e il suo alfabeto è il nuovo alfabeto latino". Nel 2005, nelle scuole irachene fu adottata la lingua turca standard che sostituì il turcomanno tradizionale, che usava la scrittura araba.

### Stato ufficiale
Sotto il mandato britannico dell'Iraq, la lingua turca fu riconosciuta come lingua ufficiale a Kirkuk e Kifri ai sensi dell'articolo 5 della legge sulla lingua del 1930. L'articolo 6 della legge consentiva che la lingua di insegnamento fosse determinata dalla lingua madre della maggioranza degli studenti, mentre l'articolo 2 e l'articolo 4 davano ai cittadini iracheni il diritto di avere udienze e decisioni verbali tradotte in arabo, curdo o turco in tutti i casi. All'ingresso dell'Iraq nella Società delle Nazioni nel 1932, la Lega chiese all'Iraq di riconoscere le sue minoranze etniche e religiose. Di conseguenza, la lingua turca, accanto al curdo, dovette essere riconosciuta come lingua ufficiale sotto la costituzione irachena del 1932: "nel liwāʾ di Kirkuk, dove una parte considerevole della popolazione è di razza turcomanna, la lingua ufficiale, fianco a fianco con l'arabo, sarà o curdo o turco". Secondo l'articolo 1, a nessuna legge, ordine o atto di governo era permesso di contraddire i termini della costituzione del 1932, né ciò avrebbe potuto essere modificato in futuro. Tuttavia nel 1959 la giunta militare introdusse i nomi "Turkman" e "Turkmanja". Più recentemente, l'articolo 4 della Costituzione irachena del 2005 riconosce il "Turcomanno" come lingua ufficiale minoritaria nelle "unità amministrative in cui costituiscono la densità della popolazione" (accanto al siriaco).

### Adozione dell'alfabeto turco
Nel 1997 il Congresso dei turcomanni iracheni ha adottato una dichiarazione di principi, dove l'articolo tre afferma che "la lingua ufficiale scritta dei turcomanni è il turco di Istanbul, e il suo alfabeto è il nuovo alfabeto latino." Dal 2005 la lingua turca ha sostituito nelle scuole irachene il turcomanno tradizionale, che usava la scrittura araba.

## Educazione in Turco

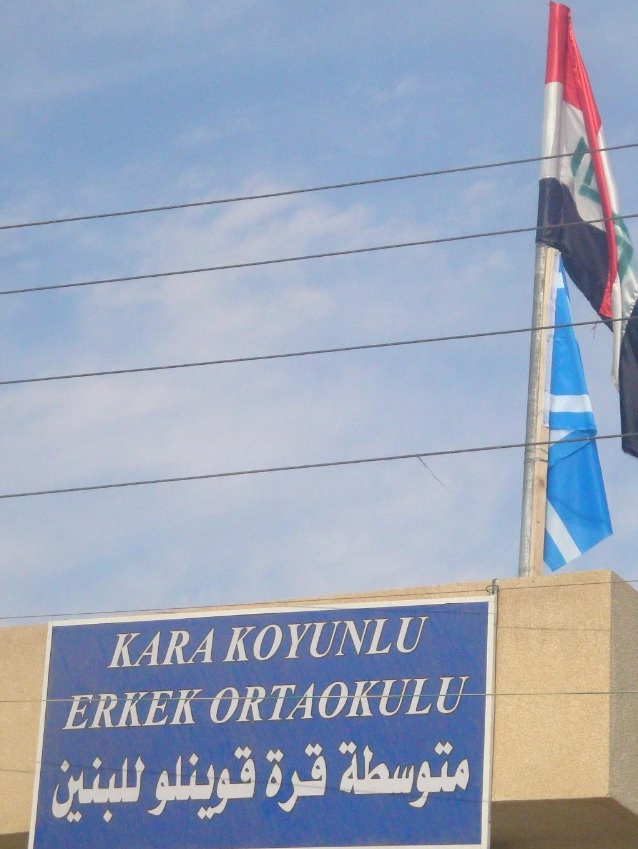
Scritta Bilingue (Arabo e Turco) di una scuola secondaria maschile di Turcomanni Iracheni.

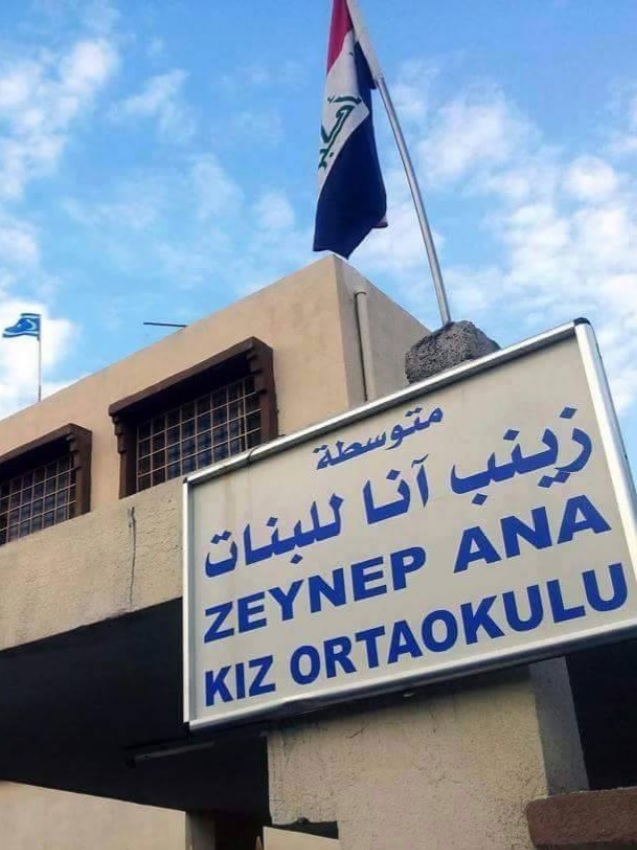
Scritta Bilingue (Arabo e Turco) di una scuola secondaria femminile di Turcomanni Iracheni.

Nel 2005 i leader della comunità turcomanna irachena decisero che la lingua turca avrebbe sostituito l'uso del turcomanno tradizionale nelle scuole irachene; il turcomanno aveva usato la scrittura araba mentre il turco usa la scrittura latina (vedi alfabeto turco). Kelsey Shanks ha sostenuto che:
I tassi di alfabetizzazione dei genitori in turco sono bassi, poiché la maggior parte ha più familiarità con la scrittura araba (a causa del regime Ba'athista). Pertanto, la direzione turcomanna dell'istruzione a Kirkuk ha iniziato lezioni di lingua turca per la società in generale. Inoltre, il funzionario turcomanno del Ministero dell'Istruzione di Ninive ha richiesto alla "Missione di Assistenza delle Nazioni Unite per l'Iraq" l'avvio di lezioni di lingua turca per i genitori.

## Media in Turco
L'attuale prevalenza della televisione satellitare e dell'esposizione mediatica dalla Turchia può aver portato alla standardizzazione del turcomanno verso il turco, e la lingua preferita dagli adolescenti che si associano alla cultura turca.
Nel 2004 il canale Türkmeneli TV è stato lanciato a Kirkuk, in Iraq. Trasmette programmi in lingua turca e araba. A partire dal 2012, Türkmeneli TV ha studi a Kirkuk e Baghdad in Iraq, e nel quartiere di Çankaya ad Ankara, in Turchia. Türkmeneli TV ha firmato accordi con diversi canali turchi, come TRT, TGRT e ATV, così come con la principale emittente della Repubblica Turca di Cipro Nord (BRT), per condividere programmi e documentari.

## Religione
I turcomanni iracheni sono prevalentemente musulmani. I turcomanni sunniti costituiscono la maggioranza (circa il 60-70%), ma c'è anche un numero significativo di turcomanni che praticano il ramo sciita dell'Islam (circa il 30-40%). Negli ambienti culturali e politici turcomanni dominano principalmente valori laici, avendo interiorizzato l'interpretazione secolarista dei rapporti fra stato e religione praticata nella Repubblica di Turchia dalla sua fondazione nel 1923. Inoltre, a causa del fatto che i turcomanni sono concentrati principalmente nelle aree urbane, dove si occupano di scambi e commercio, e della loro tendenza ad acquisire un'istruzione superiore, il potere dei fattori religiosi e tribali inerenti alla cultura politica dell'Iraq non influisce significativamente sulla comunità. Una piccola minoranza dei turcomanni iracheni è cattolica, si stima il loro numero a circa 30.000.

## Demografia

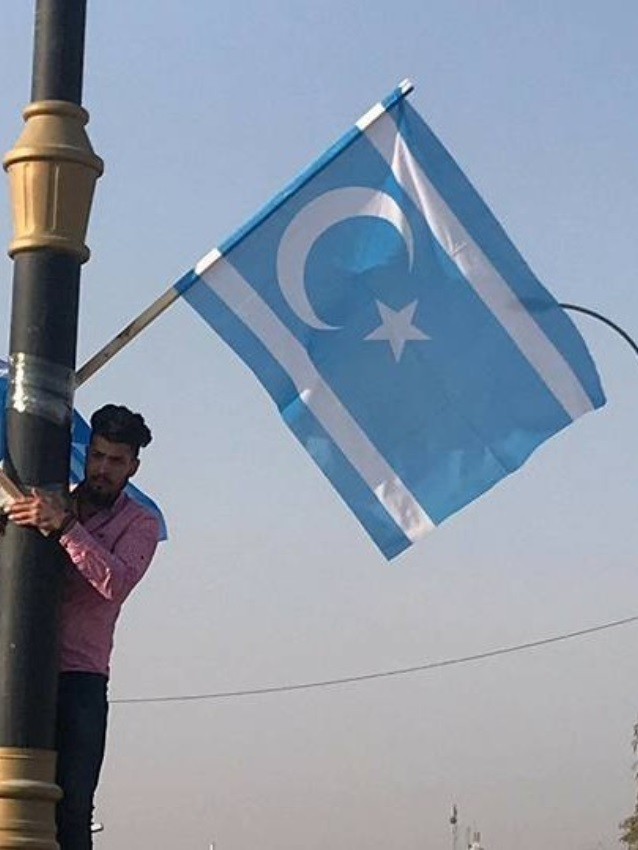
Un turcomanno a Kirkuk.

### Popolazione

#### Statistiche ufficiali
I turcomanni iracheni costituiscono il terzo gruppo etnico più numeroso in Iraq. Secondo i dati del 2013 del Ministero della Pianificazione iracheno i turcomanni hanno una popolazione di circa 3 milioni di abitanti su una popolazione totale di circa 34,7 milioni (circa il 9% della popolazione del paese).

#### Censimenti e controversie del passato
Secondo Mesut Yeğen, documenti del Foreign Office britannico affermano che nel 1919 i turcomanni costituivano una maggioranza nella città di Erbil. Il censimento iracheno del 1957 (che è riconosciuto come l'ultimo censimento affidabile, in quanto i censimenti successivi erano riflessi delle politiche di arabizzazione del regime Ba'ath) registrò 567.000 turchi su una popolazione totale di 6. 3 milioni, pari al 9% della popolazione totale irachena. Questo li poneva al terzo posto, dietro ad arabi e curdi. Tuttavia, a causa dell'ambiente antidemocratico, il loro numero è sempre stato sottostimato ed è stato a lungo oggetto di controversia.  Per esempio, nel censimento del 1957, il governo monarchico iracheno sostenne inizialmente che c'erano 136.800 turchi in Iraq. Tuttavia, la cifra modificata di 567.000 fu pubblicata dopo la rivoluzione del 1958, quando il nuovo governo repubblicano iracheno ammise che la popolazione turcomanna irachena era in realtà più del 400% rispetto al totale dell'anno precedente.  Scott Taylor ha descritto la natura politica dei risultati in questo modo:
I censimenti successivi, nel 1967, 1977, 1987 e 1997, sono tutti considerati altamente inaffidabili, a causa dei sospetti di manipolazione da parte dei vari regimi in Iraq. Il censimento del 1997 afferma che c'erano 600.000 turcomanni iracheni su una popolazione totale di 22.017.983, formando il 2.72% della popolazione totale irachena; tuttavia, questo censimento permetteva ai suoi cittadini di indicare solo l'appartenenza ad una delle due etnie, araba o curda, questo significava che molti turcomanni iracheni si identificavano come arabi (i curdi non essendo un gruppo etnico desiderabile nell'Iraq di Saddam Hussein), falsando così il vero numero di turcomanni iracheni.

#### Altre stime
Nel 2004 Scott Taylor ha suggerito che la popolazione turcomanna irachena rappresentava 2.080.000 dei 25 milioni di abitanti dell'Iraq (formando l'8,32% della popolazione) mentre Patrick Clawson ha affermato che i turcomanni iracheni costituiscono circa il 9% della popolazione totale. Inoltre, organizzazioni internazionali come la Unrepresented Nations and Peoples Organization hanno affermato che la comunità turcomanna irachena è di 3 milioni pari al 9-13% della popolazione irachena. I turcomanni iracheni affermano che la loro popolazione totale è di oltre 3 milioni.

### Aree di insediamento

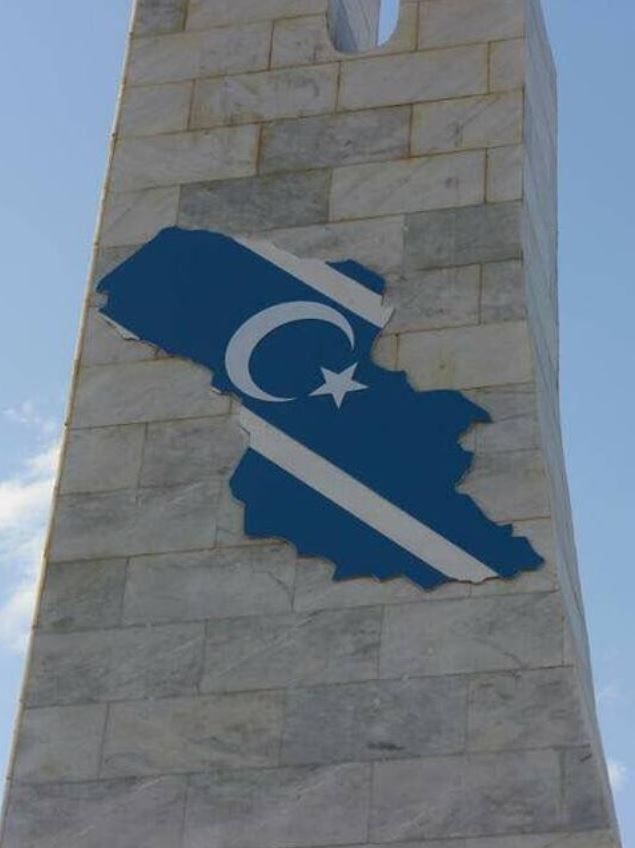
Una mappa del Turkmeneli (Türkmeneli in Turco) su un monumento ad Altun Kupri (Altınköprü in Turco).

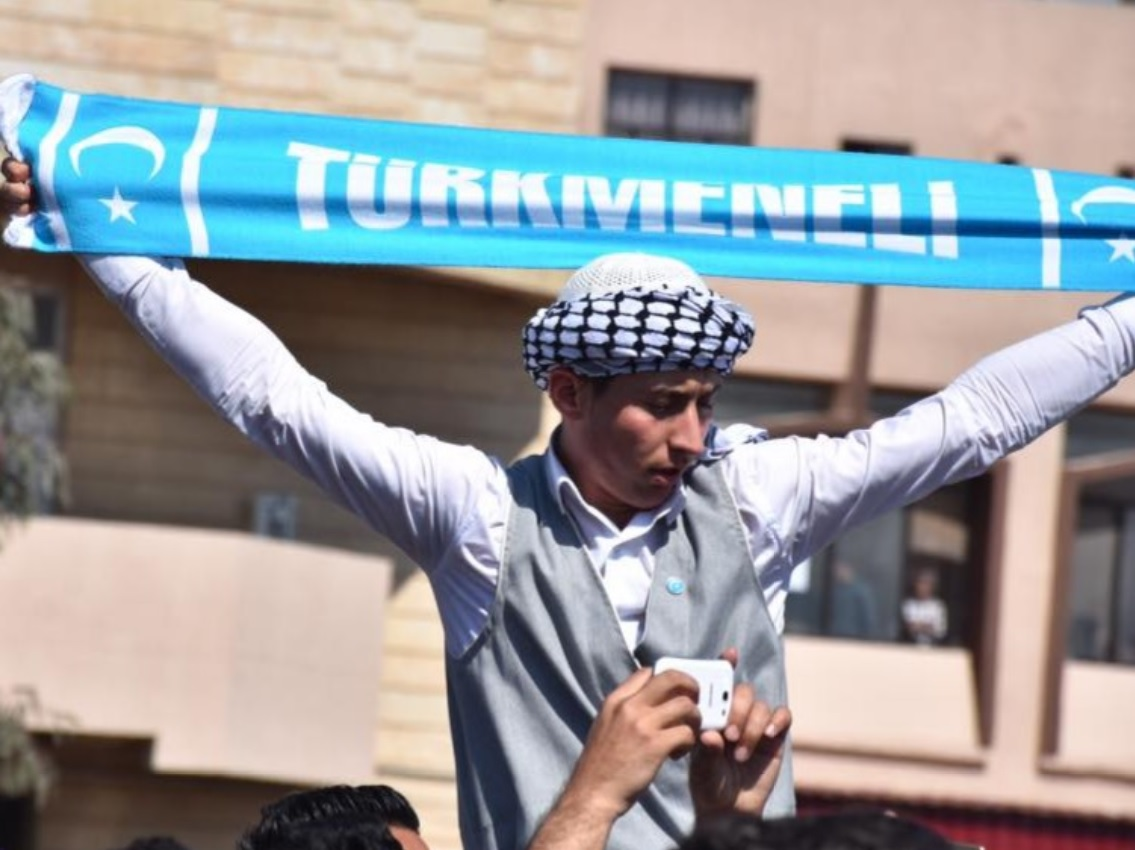
Un turcomanno irakeno che porta una sciarpa Turkmeneli

I turcomanni iracheni abitano principalmente l'Iraq settentrionale, in una regione che chiamano "Turkmeneli" che si estende dal nord-ovest sino all'est e al centro dell'Iraq. I turcomanni iracheni considerano che la loro capitale sia Kirkuk. Liam Anderson e Gareth Stansfield descrivono la regione del Turkmeneli come segue:
I turcomanni iracheni generalmente considerano diverse grandi città, e piccoli distretti associati a queste città, come parte del Turkmeneli. Le principali città rivendicate come parte della loro patria includono: Altun Kupri, Badra, Bakuba, Diala, Erbil, Khanaqin, Kifri, Kirkuk, Kizilribat, Mendeli, Mosul, Salahaldeen, Sancar, Tal Afar e Tuz Khurmatu. Così, la regione del Turkmeneli si trova tra le aree di insediamento arabe a sud e le aree curde a nord.
Secondo il censimento del 1957 i turcomanni iracheni costituivano la maggioranza degli abitanti della città di Kirkuk, dove il 40% degli abitanti dichiarava la propria lingua madre come "turco". La seconda città irachena turcomanna più grande è Tel Afar dove i Turcomanni costituiscono il 95% degli abitanti. Le città del Governatorato di Diyala, un tempo prevalentemente turcomanne, come Kifri, sono state fortemente curdificate e arabizzate.
Alcuni turcomanni iracheni vivono anche al di fuori della regione del Turkmeneli. Per esempio, c'è una significativa comunità che vive nella capitale irachena di Baghdad.

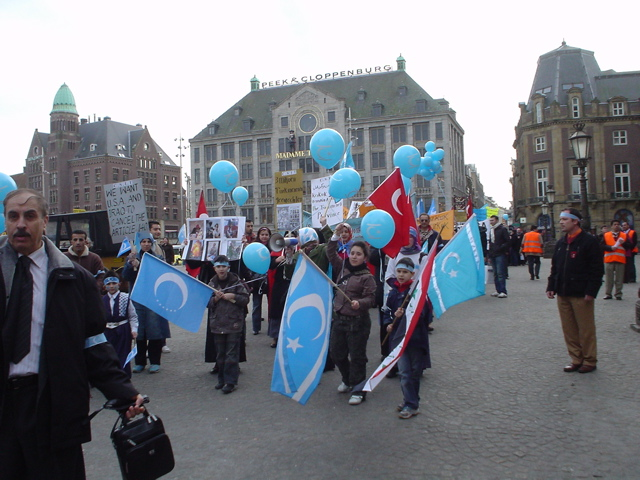
Una protesta turcomanno-irakena ad Amsterdam.

### Diaspora

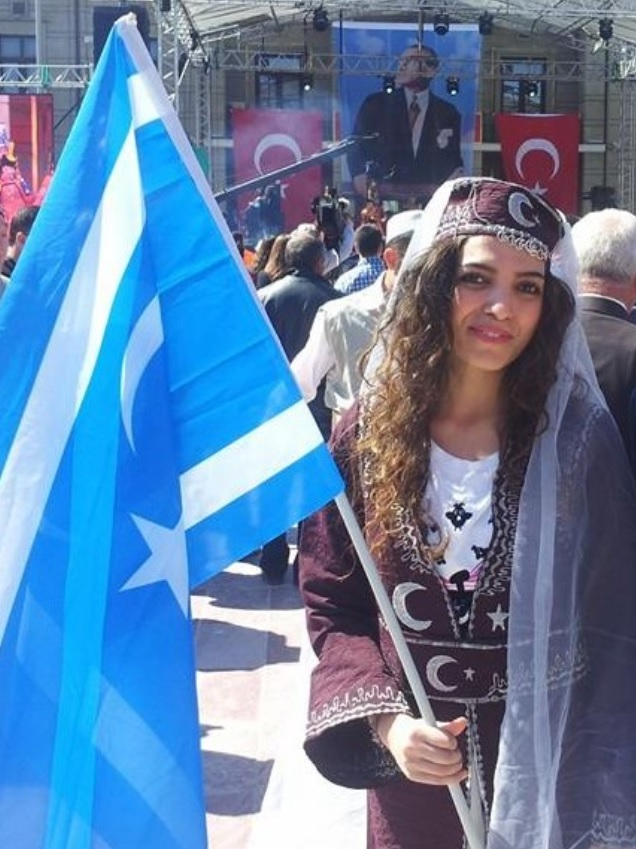
Una turcomanna irakena a Istanbul.

La maggior parte dei turcomanni iracheni emigrano in Turchia, seguita da Germania, Danimarca e Svezia. Ci sono anche comunità di turcomanni iracheni che vivono in Canada, Stati Uniti, Australia, Nuova Zelanda, Grecia, Paesi Bassi e Regno Unito.
Secondo il professor Suphi Saatçi, nel 2010 circa 1.000 turcomanni iracheni vivevano in Canada, 2.000 in Danimarca e 4.000 nei Paesi Bassi. Dall'inizio della Crisi europea dei migranti (2014-19) il numero di turcomanni iracheni in Europa ha continuato ad aumentare.
Ci sono molte comunità consolidate della diaspora irachene, come la Canadian Iraqi Turkmen Culture Association, con sede in Canada.

## Persecuzioni

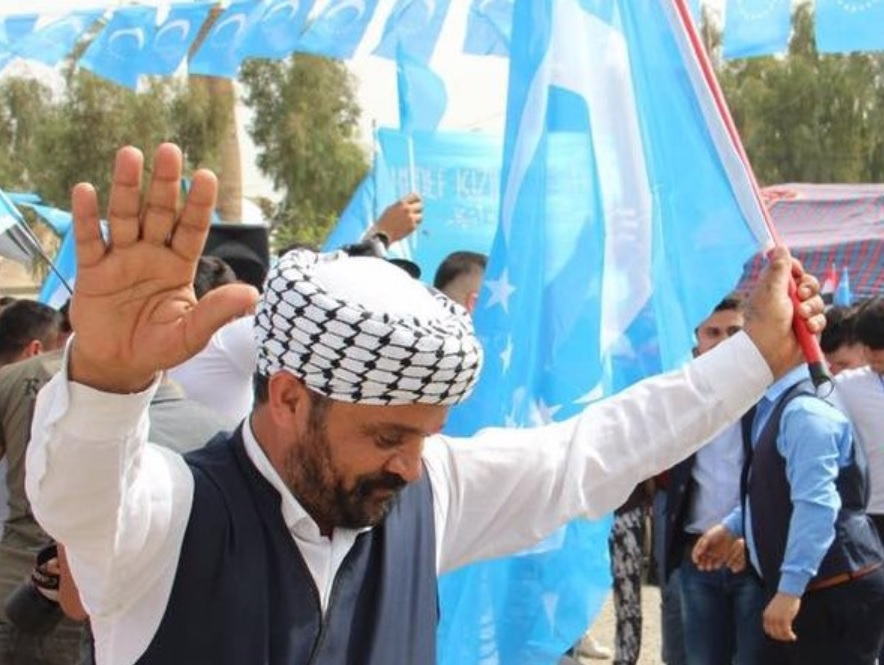
Un Turcomanno Irakeno in abiti tradizionali con una bandiera Turcomanna.

La posizione dei turcomanni iracheni è cambiata da classe amministrativa e commerciale dell'Impero ottomano a minoranza sempre più discriminata. Dalla scomparsa dell'Impero ottomano, i turcomanni iracheni sono stati vittime di diversi massacri, come il massacro di Kirkuk del 1959. Inoltre, sotto il partito Ba'th, la discriminazione contro i turcomanni iracheni aumentò, con l'esecuzione di diversi leader nel 1979, così come la comunità turcomanna irachena fu vittima di politiche di arabizzazione da parte dello Stato, e di curdificazione da parte dei curdi che cercavano di spingerli con la forza fuori dalla loro terra. Così, i turcomanni hanno sofferto di vari livelli di soppressione e assimilazione che andavano dalla persecuzione politica e dall'esilio al terrore e alla pulizia etnica. Nonostante siano stati riconosciuti nella costituzione del 1925 come un'entità costitutiva, ai turcomanni iracheni fu successivamente negato questo status; di conseguenza, i diritti culturali furono gradualmente tolti e gli attivisti furono mandati in esilio.

### Massacro del 4 maggio 1924
Nel 1924, i turcomanni iracheni erano visti come un residuo sleale dell'Impero ottomano, con un legame naturale con la nuova ideologia nazionalista turca di Mustafa Kemal Atatürk che stava emergendo nella Repubblica di Turchia. I turcomanni iracheni che vivevano nella regione di Kirkuk erano percepiti come una minaccia alla stabilità dell'Iraq, in particolare perché non sostenevano l'ascesa di re Faisal I al trono dell'Iraq. Il 4 maggio, queste tensioni sfociarono in violenza quando i soldati delle Iraq Levies - una forza militare costituita dal governo britannico dopo la prima guerra mondiale e composta principalmente da assiri - si scontrarono con i turcomanni in una piazza del mercato di Kirkuk dopo una disputa tra un soldato assiro e un negoziante turcomanno. Nella mischia che ne seguì, 200 turcomanni furono uccisi dai soldati assiri.

### Massacro di Gavurbağı del 1946
Circa 20 civili turcomanni iracheni, tra cui donne e bambini, furono uccisi da poliziotti iracheni il 12 luglio 1946 a Gavurbağı, Kirkuk.

### Il massacro di Kirkuk del 1959
Il massacro di Kirkuk del 1959 avvenne a causa del governo iracheno che permise al Partito Comunista Iracheno, che a Kirkuk era in gran parte curdo, di prendere di mira i turcomanni iracheni. Con la nomina di Maarouf Barzinji, un curdo, a sindaco di Kirkuk nel luglio 1959, le tensioni aumentarono in seguito alle celebrazioni della rivoluzione del 14 luglio, con l'animosità in città che si polarizzò rapidamente tra curdi e turcomanni iracheni. Il 14 luglio 1959, scoppiarono scaramucce tra i turcomanni iracheni e i curdi, lasciando circa 20 turcomanni iracheni morti.  Inoltre, il 15 luglio 1959, soldati curdi della Quarta Brigata dell'esercito iracheno attaccarono con mortai le aree residenziali dei turcomanni iracheni, distruggendo 120 case. L'ordine fu ripristinato il 17 luglio da unità militari di Baghdad. Il governo iracheno si riferì all'incidente come un "massacro" e dichiarò che tra i 31 e i 79 turcomanni iracheni furono uccisi e circa 130 feriti.

### Massacro di Altun Kupri del 1991
Oltre 135 civili turcomanni furono uccisi il 28 marzo 1991 durante la guerra del Golfo dalle forze irachene, nella città turcomanna di Altun Kupri.

## Arabizzazione

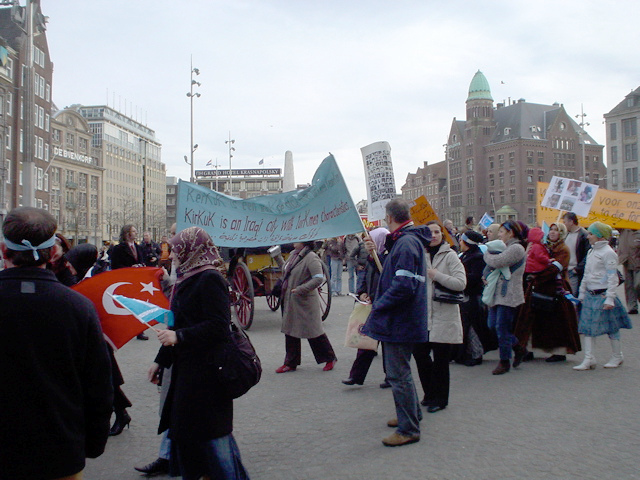
Turchi che protestano ad Amsterdam, lo striscione recita: "Kirkuk è una città irachena con caratteristiche turcomanne".

Nel 1980, il governo di Saddam Hussein adottò una politica di assimilazione delle sue minoranze. A causa dei programmi governativi di trasferimento, migliaia di turcomanni iracheni furono trasferiti dalle loro tradizionali terre d'origine nel nord dell'Iraq e sostituiti da arabi, nel tentativo di arabizzare la regione. Inoltre, villaggi e città turcomanne irachene furono distrutte per far posto ai migranti arabi, ai quali furono promessi terreni gratuiti e incentivi finanziari. Per esempio, il regime Ba'th riconobbe che la città di Kirkuk era storicamente una città araba irachena e rimase saldamente nel suo orientamento culturale. Così, la prima ondata di arabizzazione vide famiglie arabe trasferirsi dal centro e dal sud dell'Iraq a Kirkuk per lavorare nell'industria petrolifera in espansione. Anche se i turcomanni iracheni non furono attivamente costretti ad andarsene, nuovi quartieri arabi furono stabiliti in città e l'equilibrio demografico generale della città cambiò man mano che le migrazioni arabe continuavano.
Diversi decreti presidenziali e direttive della sicurezza statale e delle organizzazioni di intelligence indicano che i turcomanni iracheni furono oggetto di particolare attenzione durante il processo di assimilazione durante il regime Ba'th. Per esempio, l'intelligence militare irachena emise la direttiva 1559 il 6 maggio 1980 che ordinava l'espulsione dei funzionari turcomanni iracheni da Kirkuk, dando le seguenti istruzioni: "identificare i luoghi in cui i funzionari Turcomanni lavorano negli uffici governativi [al fine] di deportarli in altri governatorati per disperderli e impedire loro di concentrarsi in questo governatorato [Kirkuk]". Inoltre, il 30 ottobre 1981, il Consiglio di Comando della Rivoluzione emise il decreto 1391, che autorizzava la deportazione dei Turcomanni iracheni da Kirkuk con il paragrafo 13 che affermava che "questa direttiva è specialmente rivolta ai funzionari e lavoratori turcomanni e curdi che vivono a Kirkuk".
Come vittime primarie di queste politiche di arabizzazione, i turcomanni iracheni subirono l'espropriazione delle terre e la discriminazione lavorativa, e quindi si registrarono come "arabi" per evitare di essere discriminati. Così, la pulizia etnica fu un elemento della politica ba'thista volta a ridurre l'influenza dei turcomanni iracheni a Kirkuk, nell'Iraq settentrionale. Quei turcomanni iracheni che rimasero in città come Kirkuk furono soggetti a continue politiche di assimilazione; nomi di scuole, quartieri, villaggi, strade, mercati e persino moschee con nomi di origine turca furono cambiati con nomi che emanavano dal partito Ba'th o da eroi arabi. Inoltre, molti villaggi e quartieri turcomanni iracheni a Kirkuk furono semplicemente demoliti, soprattutto negli anni 1990.

## Tensioni turcomanno-curde e curdificazione

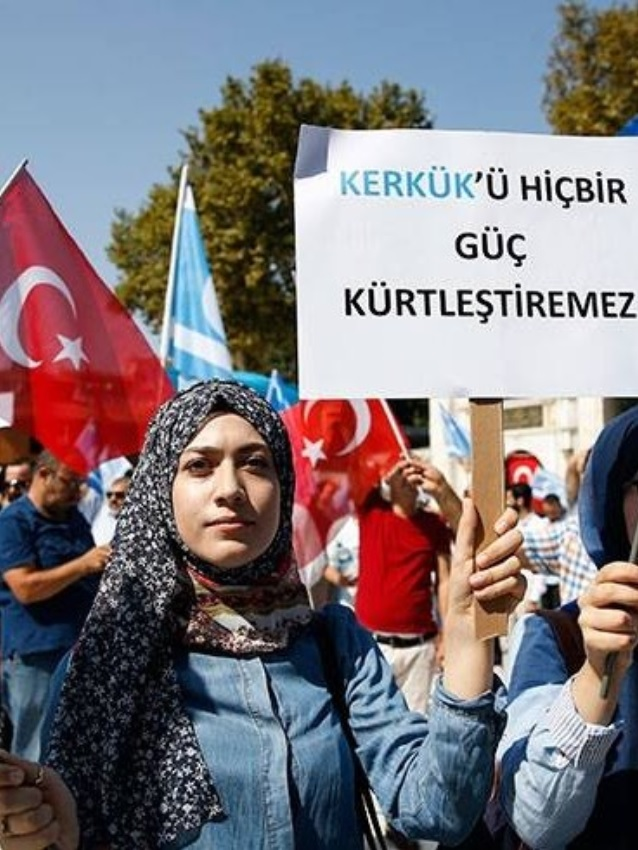
Donna irachena turcomanna con un cartello scritto in turco: Kerkük'ü hiçbir güç Kürtleştiremez ("Nessun potere può curdificare Kirkuk").

I curdi hanno rivendicato la sovranità de facto sulla terra che i turcomanni iracheni considerano come loro. Per i turcomanni iracheni, la loro identità è profondamente radicata come quella dei legittimi eredi della regione, ereditata dall'Impero ottomano. Pertanto, si sostiene che la Regione del Kurdistan e il governo iracheno abbiano costituito una minaccia alla sopravvivenza dei turcomanni iracheni attraverso strategie volte a sradicarli o assimilarli. La più grande concentrazione di turcomanni iracheni tende ad essere a Tal Afar. La formazione della Regione del Kurdistan nel 1991 ha creato una forte animosità tra i curdi e i turcomanni iracheni, con il risultato che alcuni turcomanni iracheni sono stati vittime della curdificazione, secondo Liam Anderson. La maggiore concentrazione di turcomanni iracheni tendeva ad essere nella capitale de facto di Erbil, città in cui avevano assunto posizioni amministrative ed economiche di primo piano. Così, essi entrarono sempre più in disputa e spesso in conflitto con il potere dominante della città, che dopo il 1996 era il Partito Democratico del Kurdistan di Massoud Barzani.
Secondo Anderson e Stansfield, negli anni '90 la tensione tra curdi e turcomanni iracheni si infiammò quando il KDP e l'Unione Patriottica del Kurdistan (PUK) si istituzionalizzarono come egemoni politici della regione e, dal punto di vista dei turcomanni iracheni, cercarono di emarginarli dalle posizioni di autorità e di sussumere la loro cultura con un'identità curda onnipervadente. Con il sostegno di Ankara, un nuovo fronte politico di partiti turcomanni, il Fronte Turcomanno Iracheno (ITF), fu formato il 24 aprile 1995. La relazione tra il Fronte Turcomanno Iracheno e il KDP era tesa e si deteriorò nel corso del decennio. I turcomanni iracheni associati al Fronte turcomanno iracheno si lamentavano delle molestie da parte delle forze di sicurezza curde. Nel marzo 2000, lo Human Rights Watch riferì che la sicurezza del KDP attaccò gli uffici dell'ITF a Erbil, uccidendo due guardie, dopo un lungo periodo di dispute tra le due parti. Nel 2002, il KDP creò un'organizzazione politica turcomanna irachena, l'Associazione nazionale turcomanna, che sosteneva l'ulteriore istituzionalizzazione della regione del Kurdistan. Questo fu visto dai turcomanni iracheni pro-ITF come un tentativo deliberato di "comprare" l'opposizione dei turcomanni iracheni e rompere i loro legami con Ankara. Promossa dal KDP come la "vera voce" dei turcomanni iracheni, l'Associazione Nazionale Turcomanna ha una posizione filo-curda e ha effettivamente indebolito l'ITF come unica voce rappresentativa dei turcomanni iracheni. A partire dal 2003, ci sono stati disordini tra curdi e turcomanni a Kirkuk, una città che i turcomanni considerano storicamente loro. Secondo i rapporti delle Nazioni Unite, il KRG e i Peshmerga stavano "controllando illegalmente Kirkurk, rapendo turcomanni e arabi e sottoponendoli a tortura". Tra il 2003 e il 2006, 1.350 turcomanni di Tal A'far morirono principalmente a causa della violenza settaria e della guerra e migliaia di case furono danneggiate o demolite, con il risultato di 4.685 famiglie sfollate.

## Politica

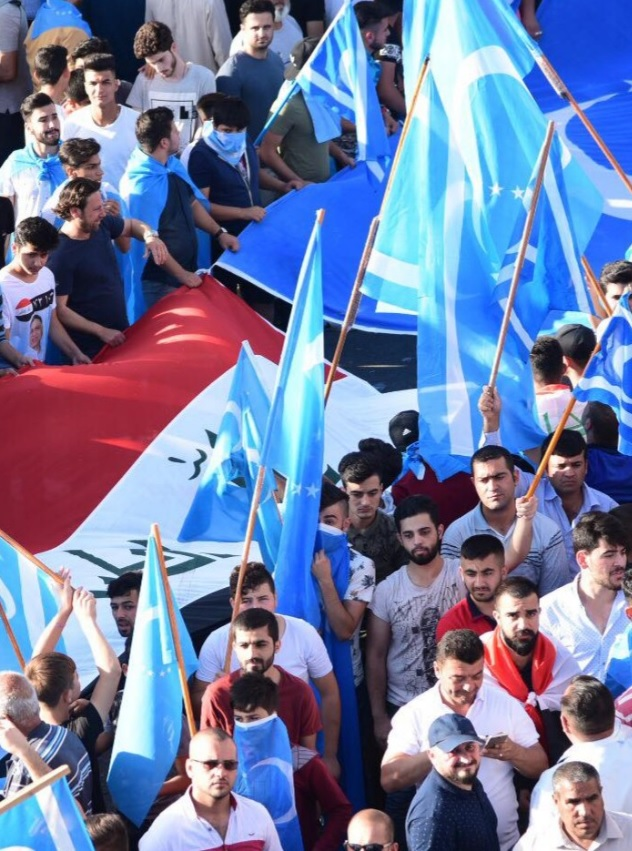
Una manifestazione turcomanno Irakena.

Tra i dieci e i dodici turcomanni sono stati eletti all'Assemblea Nazionale transitoria dell'Iraq nel gennaio 2005, compresi cinque della lista dell'Alleanza Irachena Unita, tre del Fronte Turcomanno Iracheno (ITF), e due o quattro dell'Alleanza Patriottica Democratica del Kurdistan.
Nelle elezioni del dicembre 2005, tra i cinque e i sette candidati turcomanni sono stati eletti al Consiglio dei Rappresentanti. Questi includevano un candidato dell'ITF (il suo leader Saadeddin Arkej), due o quattro dell'Alleanza Irachena Unita, uno del Fronte di Accordo Iracheno e uno dell'Alleanza Curda.
I turcomanni iracheni sono anche emersi come una forza politica chiave nella controversia sul futuro status dell'Iraq settentrionale e della regione del Kurdistan. Il governo della Turchia ha contribuito a finanziare organizzazioni politiche come il Fronte Turcomanno Iracheno, che si oppone al federalismo iracheno e in particolare alla proposta di annessione di Kirkuk al governo regionale del Kurdistan.
Le tensioni tra i due gruppi riguardo Kirkuk, tuttavia, si sono lentamente spente e il 30 gennaio 2006, il presidente dell'Iraq, Jalal Talabani, ha detto che i "curdi stanno lavorando a un piano per dare ai turcomanni iracheni l'autonomia nelle aree in cui sono maggioranza nella nuova costituzione che stanno redigendo per la Regione del Kurdistan dell'Iraq." Tuttavia, ciò non è mai successo, e le politiche di curdificazione da parte del KDP e della PUK dopo il 2003 (con i non curdi che sono stati spinti a trasferirsi) hanno provocato gravi problemi interetnici.